# Paweł Skrzecz
Paweł Ludwik Skrzecz, född den 25 augusti 1957 i Warszawa, Polen, är en polsk boxare som tog OS-silver i lätt tungviktsboxning 1980 i Moskva. I finalen förlorade han med 1-4 mot Slobodan Kačar från Jugoslavien.